# Shawn Marion
Shawn Dwayne Marion (* 7. Mai 1978 in Chicago, Illinois) ist ein ehemaliger US-amerikanischer Basketballspieler, der von 1999 bis 2015 in der NBA aktiv war, zuletzt bei den Cleveland Cavaliers. Marion wurde bei einer Größe von 2,01 Metern auf den Positionen Small Forward und Power Forward eingesetzt.

## Karriere
Shawn Marion wurde beim NBA-Draft 1999 von den Phoenix Suns an 9. Stelle ausgewählt. Bereits in seinem ersten Jahr machte er durch seine starke Athletik auf sich aufmerksam und wurde mit 10,2 Punkten, 6,5 Rebounds und 1,4 Assists in das NBA All-Rookie Second Team gewählt. In seinem zweiten Jahr steigerte er seine Statistiken auf 17,3 Punkte und 10,7 Rebounds. Marion reifte in seiner Zeit in Phoenix zu einem der besten und spektakulärsten Forwards der Liga, zudem galt er als sehr verteidigungsstark. Aufgrund dieser Spielweise erhielt er den Spitznamen „The Matrix“. Er wurde in dieser Zeit viermal in das NBA All-Star Game (2003, 2005, 2006, 2007) berufen, wobei er sich mehrmals über mangelnde Anerkennung beschwerte. Ihm zufolge wurden seine beiden Teamkollegen Steve Nash und Amar'e Stoudemire bevorzugt. Er konkretisierte diese Vorwürfe aber nie. Sein bestes Jahr war die Saison 2005–06 in der Marion 21,8 Punkte, 11,8 Rebounds, 1,7 Assists, 2,0 Steals und 1,7 Blocks auflegte. Mit den Suns stieß er im gleichen Jahr bis ins Western-Conference-Finale vor.
Am 6. Februar 2008 wurde ein Tauschgeschäft zwischen den Phoenix Suns und Miami Heat abgeschlossen. Shawn Marion und Marcus Banks wurden gegen Shaquille O’Neal getauscht. Er spielte ein Jahr für die Heat, konnte jedoch die Erwartungen nicht erfüllen.
Im Februar 2009 wechselte Shawn Marion zusammen mit Marcus Banks im Tausch gegen Jermaine O’Neal, Jamario Moon und einen Draftpick zu den Toronto Raptors. Für die Raptors spielte er bis zum Saisonende.
Am 9. Juli 2009 unterschrieb er einen 5-Jahres-Vertrag und wurde danach sofort zu den Dallas Mavericks um Dirk Nowitzki transferiert. Er spielte fünf Jahre in Dallas, wo er sich als guter Rebounder und Verteidiger auszeichnete. Er erreichte mit den Mavericks jedes Mal die Playoffs und brachte es in dieser Zeit auf 11,6 Punkte und 7,0 Rebounds im Schnitt. Mit den Mavericks gewann Marion 2011 die NBA-Meisterschaft. Mit Ausnahme der Saison 2010–11, war Marion regulärer Starter für die Mavericks.
Im August 2014 gab Marion seinen Wechsel zu den Cleveland Cavaliers bekannt, wo er an der Seite von LeBron James spielte. Am 26. Dezember 2014 holte Marion seinen 10.000 Karriere-Rebound. Mit den Cavaliers erreichte Marion das NBA-Finale, dort unterlag man jedoch den Golden State Warriors. Im Anschluss gab Marion seinen Rücktritt bekannt.
In 16 NBA-Jahren brachte es Marion auf 15,2 Punkte, 8,7 Rebounds, 1,9 Assists und 1,5 Steals pro Spiel. 11-mal erreichte er mit seinen Teams die Playoffs. Mit dem Ende seiner Karriere lag Marion in den Kategorien Blocks, Steals, Rebounds und gespielte Minuten unter den besten 50 Spielern aller Zeiten.

### Nationalmannschaft
Marion nahm mit der Basketballnationalmannschaft der USA an der Weltmeisterschaft 2002 teil und konnte mit der Auswahl bei den olympischen Sommerspielen 2004 in Athen die Bronzemedaille erringen. Er war zudem für die Weltmeisterschaft 2006 nominiert, verletzte sich aber kurz vor deren Beginn am Knöchel.

## Auszeichnungen und Erfolge
- NBA-Meisterschaft 2011
- 4× NBA All-Star: 2003, 2005, 2006, 2007
- 2× All-NBA Third Team: 2005, 2006
- 1× NBA All-Rookie Second Team: 2000